# Offrande au bien-aimé

Offrande au bien-aimé (Opfergang) est un film allemand de Veit Harlan, tourné en 1942-1943 et sorti en décembre 1944 en Agfacolor. Le scénario est de Veit Harlan et d'Alfred Braun, d'après le roman mélodramatique de Rudolf Binding.
Autre remarquable film de la sombre  période du Nazisme par l'autre grand réalisateur du régime : il ne s'agit pas à proprement parler d'un film de propagande, contrairement au Le Juif Süss même si celui-ci évoque un passé colonial allemand fantasmé et exalte les valeurs prônées par le national-socialisme (scène d'anthologie où le héros interrompt le récital piano et la lecture de poésie classique dominicales en ouvrant les fenêtres et prônant la supériorité des activités physiques !) mais bien d'un mélodrame d'époque mettant en scène l'épouse du réalisateur dans un rôle de femme très moderne.

## Synopsis
Albrecht revient d'un périple de trois ans qui l'a conduit jusqu'au Japon. Il est de retour à Hambourg et doit épouser sa cousine Octavia, comme le souhaite sa famille. Celle-ci habite épanouie au bord de l'Elbe, mais Albrecht doute de s'habituer à cette vie bourgeoise. Une scène nous montre les fenêtres de la maison illuminées par le soleil d'un dimanche matin, tandis que retentit le dithyrambe nietzschéen en l'honneur de Dionysos, symbole de l'énergie vitale. 
Albrecht apprend qu'une jeune Suédoise, Aels, séjourne régulièrement dans une villa voisine. Ayant en commun une passion dévorante pour les activités sportives et les longues chevauchées, les deux jeunes gens se rencontrent lors d'une sortie en aviron. Aels, qui se sait condamnée à court terme par une maladie héréditaire, tombe immédiatement amoureuse d'Albrecht qui ne remarque rien au début. Octavia laisse cependant cette amitié se développer entre son fiancé et cette jeune femme effrontée et indépendante.
Octavia et Albrecht se marient et déménagent à Düsseldorf. Pendant une soirée de carnaval qui tourne aigre, Octavia réalise qu'elle ne se fait pas à la mentalité rhénane. Le jeune ménage retourne à Hambourg, alors qu'Aels, de plus en plus malade, garde le lit. Albrecht vient lui rendre visite régulièrement, ce qui permet à la jeune malade de puiser ses dernières forces. Elle s'échappe même des griffes de son médecin pour enfin vivre sa passion avec Albrecht lors d'excursions à cheval fortement déconseillées.
Octavia, jalouse, découvre lors d'une filature impulsive qu'Aels a une petite fille illégitime en nourrice sur le port de Hambourg. Alors qu'une épidémie de  typhus frappe la ville, à la demande d'Aels, Albrecht va sauver la petite mais tombe malade et se retrouve en quarantaine à l'hôpital. Aels agonisante ne vit plus que pour les saluts chaleureux journaliers que lui adresse Abrecht à Cheval : Octavia ayant  tout compris, c'est elle qui se rend à ce rendez-vous tous les jours, déguisée en Albecht : l'opfergang (offrande, sacrifice) ultime d'une épouse.

## Distribution
- Carl Raddatz : Albrecht
- Irene von Meyendorff : Octavia
- Kristina Söderbaum : Aels
- Franz Schafheitlin : Mathias
- Ernst Stahl-Nachbaur : Le conseiller sanitaire
- Otto Treßler : Le sénateur Froben

## Article annexe
- Liste des longs métrages allemands créés sous le nazisme